# Embelia buxifolia
Embelia buxifolia là một loài thực vật có hoa trong họ Anh thảo. Loài này được Ridl. mô tả khoa học đầu tiên năm 1912.